# Cos d'Exèrcit de Madrid
El Cos d'Exèrcit de Madrid va ser una formació militar pertanyent a l'Exèrcit Popular de la República que va lluitar durant la Guerra Civil Espanyola. Situat en el Front de Madrid, va tenir una curta existència.

## Historial
La unitat va ser creada el 31 de desembre de 1936, a partir de les forces republicanes desplegades en el front de Madrid.
El Cos d'Exèrcit va quedar compost per les divisions 4a (Modesto), 5a (Perea) 6a (Galán), 7a (Prada) i 8a (Cuevas). En la reserva es trobava les brigades internacionals XI i XII, així com les brigades mixtes «A», «B», «C», «D» i «E». Sota la seva jurisdicció també es trobaven forces especials: batallons antigàs, unitats d'enginyers, unitats de fortificació, batallons motoritzats de metralladores, una brigada ferroviària, etc.
En la primavera de 1937 la formació va ser reorganitzada, creant-se en el seu lloc diversos cossos d'exèrcit.

## Comandaments
Comandant
- general de brigada José Miaja Menant;[5]

Cap d'Estat Major
- tinent coronel Vicent Rojo Lluch;[2]